# Різанина (фільм)
«Різанина» (англ. Carnage) — фільм 2011 року з елементами чорного гумору режисера і сценариста Романа Полянського, знятий на основі п'єси «Бог різанини» французького драматурга Ясміни Рези. Прем'єра фільму відбулася 1 грудня 2011 на 68 Венеційському кінофестивалі.
Український переклад зробив канал 1+1, на якому цей фільм транслювався.

## Опис
Історія двох батьківських пар, які знайомляться після того, як їхні сини сходяться в шкільній бійці. При цьому кожна пара критикує батьківські навички іншої, замість того щоб розгледіти власні проблеми.

## У ролях
- Джоді Фостер — Пенелопа Лонгстріт
- Джон С. Рейлі — Майкл Лонгстріт
- Кейт Вінслет — Ненсі Коуен
- Крістоф Вальц — Алан Коуен
- Еліот Бергер — Ітан Лонгстріт
- Елвіс Поланскі — Закарі Коуен
- Джулі Адамс — секретарка
- Роман Поланскі — сусід (в титрах не зазначений)

## Виробництво
Хоча дія у фільмі відбувається в Брукліні, Нью-Йорк, він знімався в Парижі через статус біженця Романа Поланського.

## Нагороди і номінації
Нагороди:
- Сезар 2012 — найкращий адаптований сценарій

Номінації:
- Венеційський кінофестиваль 2012 — Золотий лев
- Гойя 2012 — Найкращий європейський фільм
- Золотий глобус 2012:

- Найкраща жіноча роль (комедія або мюзикл) — Кейт Вінслет
- Найкраща жіноча роль (комедія або мюзикл) — Джоді Фостер

- Європейський кіноприз 2012:

- Найкраща актриса — Кейт Вінслет
- Найкращий сценарій — Роман Полянський, Ясміна Реза